# سيباستيان أيجنر
سيباستيان أيجنر (بالألمانية: Sebastian Aigner) هو لاعب كرة قدم نمساوي في مركز الدفاع، ولد في 3 يناير 2001 في النمسا. لعب مع نادي ليفيرينج.

## وصلات خارجية
- سيباستيان أيجنر على موقع قاعدة بيانات كرة القدم.إي يو (الإنجليزية)
- سيباستيان أيجنر على موقع Soccerway.com (الإنجليزية)
- سيباستيان أيجنر على موقع عالم كرة القدم.نت (الإنجليزية)